# قره غويز (سقز)
قرية قره غويز (بالكردية: قەرەگوێز) هي إحدى القرى التابعة لـترجان في ريف قسم مركزي من مقاطعة سقز، في محافظة كردستان الإيرانية.

## السكان
حسب إحصاءات سنة 2006، بلغ إجمالي السكان في قره غويز 582 نسمة وعدد المساكن 105 مسكن. لغة سكان قره غويز هي اللغة الكردية و هم من أهل السنة والجماعة والمذهب الشافعي.